# 소래교회

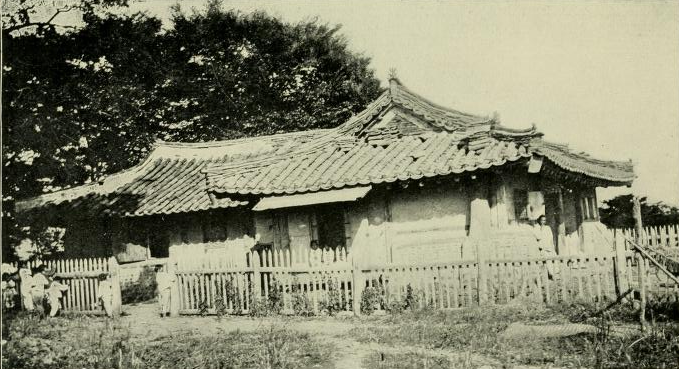
1890년대의 모습

소래교회 또는 솔내교회(松川-, 송천교회)는 한국에서 처음으로 자생한 개신교 교회로 1883년 황해도 장연군에 세워졌다. 

## 설립

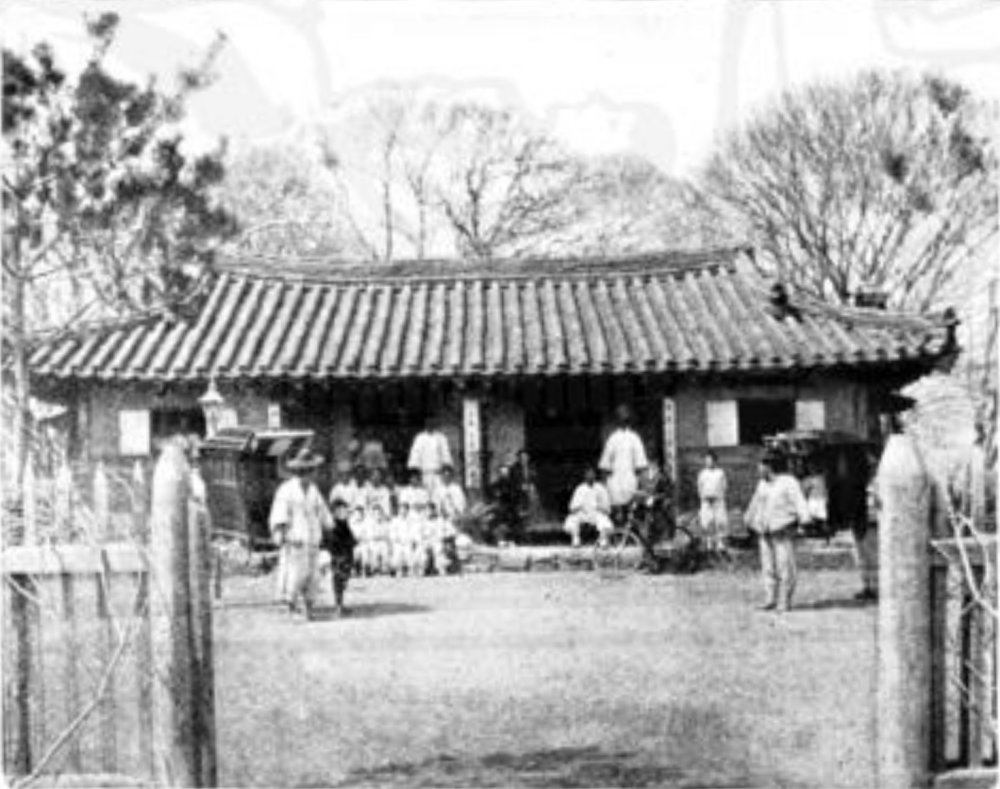
1895년의 모습.

평안도 의주 출신의 서상륜은 인삼장사로 만주를 오고 갔는데, 영국 개신교 선교사 존 로스 목사를 만나 기독교를 받아들이고 성경번역을 도왔다. 그의 동생 서경조와 서상륜은 황해도 장연구 대구면 송천리의 소래마을의 한 초가집에서 1883년 5월 16일 한국교회사 처음으로 한국인이 스스로 개신교 교회를 세웠다. 그후 1895년 8칸의 기와집 예배당을 건축하였고, 1896년 8칸을 증축하였다. 이후 소래교회는 신임 서양선교사의 한국어 교육장소로, 동학농민혁명 기간에는 동학군의 피신처로 사용했다. 

## 유산
대한예수교장로회 황해노회는 이 교회의 설립 100주년을 맞이하여 소래교회를 복원하기로 결정하고 총신대 양지캠퍼스에 증축된 소래교회를 재현하였다. 이 교회출신 장철수 목사에 따르면 원래 교회보다도 교회 높이가 약간 낮은 것으로 진술되었다.